# Leslie Mavor
Sir Leslie Deane Mavor KCB AFC OStJ FRAeS DL (* 18. Januar 1916; † 2. Oktober 1991) war ein britischer Luftwaffenoffizier der Royal Air Force, der zuletzt im Range eines Generalleutnants (Air Marshal) zwischen 1969 und 1973 Kommandierender General des Luftwaffenausbildungskommandos (RAF Training Command) war.

## Leben

### Pilotenausbildung und Zweiter Weltkrieg
Mavor absolvierte seine schulische Ausbildung in Aberdeen und begann nach deren Abschluss begann er 1935 seine fliegerische Ausbildung als Flight Cadet in der B-Squadron des Royal Air Force College Cranwell, der Offiziersschule der britischen Luftstreitkräfte. Nach deren Abschluss wurde er am 31. Juli 1937 als Berufssoldat (Permanent Commission) in die RAF aufgenommen und zum Leutnant (Pilot Officer) befördert. Nach einer zusätzlichen Ausbildung an der School of Army Co-operation, der späteren Schule für Land- und Luftkriegsführung (School of Land/Air Warfare) in Old Sarum wurde er am 8. März 1938 Pilot bei der No. 31 Squadron RAF, die damals in Lahore in Britisch-Indien stationiert war. In der Folgezeit wurde er am 31. Januar 1939 zum Oberleutnant (Flying Officer) sowie am 3. September 1940 zum Hauptmann (Flight Lieutenant) befördert.
In der fliegerischen Verwendung bei der No. 31 Squadron RAF blieb Mavor auch während des Zweiten Weltkrieges und nahm an zahlreichen Luftunterstützungs- und Lufttransporteinsätzen in Britisch-Indien, im Mittleren Osten sowie in Burma teil. Für seine fliegerischen Verdienste wurde ihm am 1. Januar 1942 das Air Force Cross (AFC) verliehen. Am 20. November 1942 erfolgte seine Beförderung zum Major (Squadron Leader), wobei diese Beförderung auf den 1. Dezember 1941 zurückdatiert wurde. 1944 wurde er zunächst Fliegerischer Kommandeur und danach Chef-Flugausbilder der neu gegründeten und auf dem Militärflugplatz RAF Crosby-on-Eden stationierten No. 109 (Transport) Operational Training Unit RAF, einer mit Douglas Dakota-Transportflugzeugen ausgerüsteten Einheit.

### Stabsoffizier in der Nachkriegszeit
Nach einer Ausbildung am Royal Air Force Staff College Bracknell wurde Mavor Stabsoffizier für Prognosen und Planung in der Organisationsabteilung des Luftwaffenstabes. In der Folgezeit war er Offizier im Stab der No. 38 Group RAF sowie nach seiner Beförderung zum Oberstleutnant (Wing Commander) am 1. Januar 1949 Offizier im Stab des Luftwaffenheimatkommandos (RAF Home Command), ehe er an der No. 3 Air Navigation School RAF tätig war. Im März 1954 wechselte er als Offizier in den Stab des Air Member for Personnel (AMP), des für Personalangelegenheiten zuständigen Militärvertreter im Luftwaffenausschuss (Air Force Board). Danach wurde er Offizier im Führungsstab des RAF Staff College Bracknell und erhielt dort am 1. Juli 1958 seine Beförderung zum Oberst (Group Captain).
1959 übernahm Mavor seinen ersten Befehlsposten, und zwar als Kommandeur (Commanding Officer) des Luftwaffenstützpunktes RAF Lindholme. Anschließend erfolgte am 6. Oktober 1961 seine Ernennung zum Leiter der Einsatzbesprechungen des Luftwaffenstabes (Air Staff Briefing). In dieser Verwendung wurde er am 1. Januar 1962 zum Air Commodore befördert. Im Anschluss absolvierte er 1964 einen Lehrgang am Imperial Defence College (IDC) in London. Am 13. Juni 1964 wurde er zum Companion des Order of the Bath (CB) ernannt.

### Aufstieg zum Air Marshal
Am 21. Dezember 1964 wurde Mavor Nachfolger von Air Vice Marshal Tim Piper  als Kommandeur (Air Officer Commanding) der No. 38 (Air Support) Group RAF. Auf diesem Posten wurde er am 1. Januar 1965 zum Generalmajor (Air Vice Marshal) befördert und am 1. März 1966 durch Air Vice Marshal Peter Fletcher abgelöst. Er wiederum übernahm daraufhin von Fletcher die Funktion als Assistierender Chef des Luftwaffenstabes für Grundsatzpolitik (Assistant Chief of the Air Staff (Policy)). Zwischenzeitlich wurde ihm am 30. Januar 1966 das Offizierskreuz des Order of Saint John (OStJ) verliehen.
Zuletzt wurde Mavor am 1. April 1969 Nachfolger von Air Marshal John Davis als Kommandierender General (Air Officer Commanding in Chief) des Luftwaffenausbildungskommandos (RAF Training Command). Drei Monate später wurde er am 1. Juli 1969 auch zum Generalleutnant (Air Marshal) befördert. Am 1. Januar 1970 wurde er zudem zum Knight Commander des Order of the Bath (KCB) geschlagen, so dass er anschließend den Namenszusatz „Sir“ führen durfte. Am 21. Dezember 1972 folgte ihm Air Marshal Neville Stack als Kommandierender General des RAF Training Command. Einen Monat später schied er am 18. Januar 1973 aus dem aktiven Militärdienst aus.
Am 24. Mai 1976 wurde Mavor, der auch Fellow der Royal Aeronautical Society (FRAeS) war, Deputy Lieutenant der Grafschaft North Yorkshire. Daneben fungierte er zwischen 1976 und 1980 als Rektor der Zivilverteidigungsschule des Innenministeriums (Home Office Defence College) und daraufhin von 1980 bis 1980 als Koordinator ziviler Leistungen der Zivilverteidigung.